# Changzuiornis ahgmi
Changzuiornis ahgmi — викопний вид птахів, що існував у ранній крейді в Азії.

## Назва
Родова назва складається з поєднання двох слів: китайського chángzuì, що означає «довгий» та вказує на відносно довгий дзьоб птаха, та грецького ornis («птах»). Видова назва С. ahgmi є акронімом Аньхойського геологічного музею, де описані та зберігаються рештки птаха.

## Скам'янілості
Викопні рештки птаха знайдені у відкладеннях формації Цзюфотан поблизу селища Сіхедан у повіті Лін'юань в провінції Ляонін. Скам'янілості складаються з майже повного скелета з черепом. У голотипі збереглися відбитки пір'я і гастроліти. Описані у 2016 році міжнародною командою дослідників, до складу якої входили Гуан Цзядун, Ван Ся, Гу Юаньчао, Лю Цзя, Дженніфер Петея і Джулія Кларк.